# 알라 마드리드
알라 마드리드는 스페인의 레알 마드리드 관련 축구 잡지이다.  알라 마드리드는 "나아가자 마드리드" 정도로 해석된다. 

## 프로필
알라 마드리드는 레알 마드리드 클럽 멤버들과 마드리디스타 팬 카드 소유자에게 발행되는 계간지이다. 14세 이하 팬 층을 위한 잡지도 있는데, 알라 마드리드 주니어라고 불린다.

잡지의 작성자는 레알 마드리드의 감독 (이전에는 카를로 안첼로티였다.)과 다른 매체에서 선별된 월간 축구 칼럼의 저널리스트들이다. 지난 경기에 대한 보고서들도 들어가 있으며, 1군 만큼이나 리저브 팀과 유스 팀에 대한 설명도 알차게 되어 있다.

## 같이 보기
- 알라 마드리드 이 나다 마스